# كاثلين إل. كيسي
كاثلين إل. كيسي (بالإنجليزية: Kathleen L. Casey)‏ هي محامية أمريكية، ولدت في 12 أبريل 1966.

## وصلات خارجية
- كاثلين إل. كيسي على موقع إن إن دي بي (الإنجليزية)